# ليديارد (كونيتيكت)
ليديارد (بالإنجليزية: Ledyard, Connecticut)‏ هي بلدة أمريكية تقع في الولايات المتحدة في كونيتيكت. يقدر عدد سكانها بـ 15,051 نسمة ومساحتها 103.6 كم2 وترتفع عن سطح البحر 90 متر.

## أعلام
- ليزلي هولدريدغ
- ويليام لارابي
- فريدريك أير